# 覺羅吉慶
覺羅吉慶（穆麟德轉寫：gioroi giking，1753年—1802年），清朝官員。正白旗滿洲人。
吉庆由官学生补内阁中书，迁侍读，历監察御史。乾隆五十年（1785年），襲世職。擢镶白旗蒙古副都统，累迁兵部侍郎，山东巡抚，嘉庆元年（1796年），擢兩廣總督。平日居官操守廉洁，但对下属疏于管理，造成了不少疏漏。嘉庆四年（1799年），吉庆奏请禁鸦片，“不许贩卖，犯者拟罪，递加至徒流环首”。嘉庆七年八月，广东博罗县添弟会起事，朝廷命吉庆率兵前往剿办，进度缓慢，迟迟不能平定。巡抚瑚图礼素與吉庆有隙，密劾吉庆疲软失机，吉庆受到嘉庆帝诏责，不久朝廷下令解除吉庆的总督之責。嘉庆命令瑚图礼和钦差大学士那彦成会同审讯吉庆，並由瑚图礼暂署总督之任。吉庆奏折中禀告嘉庆帝，称“患病月余，恐瑚图礼作贱，惟愿病不能痊”。嘉庆七年（1802年）十一月二十日上午，吉庆至巡抚衙门，瑚图礼令其穿囚服，以铁链系其颈，吉庆恚曰：“某虽不肖，曾备位政府，不可受辱伤国体！”遂取桌上的鼻烟壶，塞入口内，导致气管隔绝，不久死在衙门。嘉庆皇帝派遣钦差大臣那彦成调查死因。那彦成不想得罪瑚图礼，遂奏称：吉庆因办理“会匪”不力，愁畏交并，兼之病后糊涂，遂尔自寻短见。皇帝也不想再深究，最後以畏罪自殺結案。

## 家庭
- 先祖(追)景祖翼皇帝覺昌安。
- 先祖(追)武功郡王禮敦巴圖魯。
- 父江宁将军莊靖公覺羅萬福。
- 子觉罗常喜。嫡妻富察氏（父鑲黃旗滿洲、甘肅知縣哈清阿，祖父户部員外郎穆靖安，曾祖西安將軍兼領侍衛內大臣、一等敦惠伯傅良）。继妻杭阿坦氏（又趙佳氏？）（胞兄镶黄旗蒙古、嘉慶十九年（1814年）甲戌科进士鼐滿達）。

## 延伸阅读
[在维基数据编辑]
 《清史稿·卷343》，出自趙爾巽《清史稿》